# 主儿乞部
主儿乞部，或稱禹兒乞，意為心臟或核心，是12世纪的一个蒙古高原部落，屬於尼倫蒙古。是铁木真曾祖父合不勒的长子斡勤巴儿合黑之子忽禿黑禿禹兒乞的部眾，斡勤巴兒合黑從部落中選取了勇敢善射的優秀部民組成的部眾，遂被稱為主兒乞部。忽禿黑禿禹兒乞的兒子撒察別乞、泰出，开始依附铁木真，推举铁木真为蒙古部的可汗，后来，撒察別乞、泰出自恃主儿乞部强盛，开始不服铁木真，袭击了铁木真的后方，1197年，铁木真击败主儿乞部，将主儿乞部并入蒙古部。